# Lundo Sparbank
Lundo Sparbank (finska: Liedon Säästöpankki) var en finländsk sparbank som var verksam inom Åbo ekonomiska region. Banken grundades i Lundo år 1895 av Lundo Ungdomsförening. Den 
ingick tidigare i Sparbanksgruppen och hade ungefär 51 000 kunder och 120 anställda.  
År 2022 meddelade Lundo Sparbank att den planerade att lämna Sparbanksgruppen. Bankens ledning beslöt samtidigt enhälligt att banken skulle  fusionera med Oma Säästöpankki. Lundo Sparbank var en av de största bankerna inom Sparbanksgruppen. Sparbankens styrelse godkände också grundandet av en stiftelse dit sparbankens tillgångar överfördes. Lundo sparbanksstiftelse fick en ägarandel på omkring tio procent i Oma Säästöpankki som ersättning för överföringen av affärsverksamheten och blev därmed en av de största ägarna. Oma Säästöpankki hade då ett marknadsvärde på 556 miljoner euro.
Lundo Sparbank lämnade officiellt Sparbankgruppen den 1 mars 2023.